# Charles-Georges Le Roy

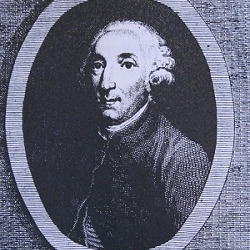
Charles Georges Leroy. Stich

Charles Georges Leroy  (* 22. Januar 1723 in Paris; † 11. November 1789 ebenda) war ein französischer Literat, Enzyklopädist und Naturforscher während der Zeit der Aufklärung und Autor eines der ersten Bücher über das Verhalten von Tieren.

## Leben und Werk
Charles Georges Leroy war Leutnant der königlichen Jagden, lieutenant des chasses royales. Er war ein Freund der Enzyklopädisten Denis Diderot, Jean-Baptiste le Rond d’Alembert und Holbach. Er besuchte regelmäßig den Salon von Paul Henri Thiry d’Holbach, die Coterie holbachique („Holbach’sche Clique“). Diese Gruppe von Personen, die der Aufklärung (siehe auch Vordenker der Aufklärung) nahestanden, traf sich regelmäßig zweimal die Woche zum Abendessen bei Holbach, um diverse Themen in freier Atmosphäre zu diskutieren. Sein damaliger Wohnort lag in der Rue Royale Saint-Roch; heute heißt diese Straße Rue de Moulins.
Le Roy verteidigte die Positionen von Claude Adrien Helvétius. Insbesondere dessen materialistische und sensualistische Ansichten fanden seinen Zuspruch, die religionskritischen Passagen relativierte er hingegen.
Man sagte ihm eine Affäre mit Basile Geneviève Suzanne d’Holbach (1728–1754) nach. Zur Förderung ihrer Gesundheit soll sie die Empfehlung bekommen haben, regelmäßig auszureiten. Charles-Georges Le Roy bot sich als Begleiter an; kannte er doch als Leutnant der königlichen Jagd alle Wege im königlichen Park.
Von Madame de Pompadours Schönheit war er fasziniert. Er schrieb eine Elegie über ihre Augen: ihre Augen hätten einen eigenartigen Reiz, vielleicht, weil es so schwer zu entscheiden sei, welche Farbe sie hätten; weder hätten sie einen dunklen harten Glanz, noch seien es die blauen Augen verträumter Sanftheit noch seien sie grau. Es seien Augen besonderer Raffinesse.
Unter dem Pseudonym physicien de Nuremberg (deutsch: der Arzt aus Nürnberg) begann Le Roy mit der Publikation von Abhandlungen über das Verhalten und die Empfindlichkeit von Tieren, deren letzte Fassung 1793 in der Encyclopédie méthodique erschien.

## Werke (Auswahl)
- Lettres philosophiques sur l’intelligence et la perfectibilté des animaux, avec quelques lettres sur l’homme. Paris (1802)
- L’intelligence des animaux. Ibis Press. (ISBN 2-910728-54-4)
- Instinct des animaux. Aus der Encyclopédie méthodique.